# The Ex (singel)
The Ex – drugi singel kanadyjskiego zespołu Billy Talent pochodzący z albumu Billy Talent.

## Teledysk
Teledysk do The Ex był wyreżyserowany przez Shawna Maher i Billy talent, przedstawia zespół grający w małym pomieszczeniu z tłumem wiwatującym przy słabym oświetleniu. Niektóre z ujęć z The Ex zostały nagrane w The Capital Music Hall w Ottawie i w Ontario w różnych miejscach.

## Lista Utworów
UK 7" Single
1. The Ex – 2:40
2. Try Honesty (acoustic) – 4:13

## Pozycje
| Lista (2004)     | Pozycje |
| ---------------- | ------- |
| UK Singles Chart | 61      |